# حسام الجدعانی
حسام الجدعانی (عربی: حسام الجدعاني؛ زادهٔ ۲۸ ژوئیهٔ ۱۹۸۹) یک ورزشکار اهل عربستان سعودی است.
از باشگاه‌هایی که در آن بازی کرده‌است می‌توان به باشگاه فوتبال الاهلی عربستان سعودی، باشگاه فوتبال التعاون عربستان سعودی، و باشگاه فوتبال نجران عربستان سعودی اشاره کرد.